# Parasosibia microptera
Parasosibia microptera är en insektsart som först beskrevs av Chen, S.C. och Yun He He 1997.  Parasosibia microptera ingår i släktet Parasosibia och familjen Diapheromeridae. Inga underarter finns listade i Catalogue of Life.